# Arizelocichla
Arizelocichla — рід горобцеподібних птахів родини бюльбюлевих (Pycnonotidae). Представники цього роду мешкають в Центральній і Східній Африці. Раніше їх відносили до роду Зелений бюльбюль (Andropadus), однак за результатами молекулярно-генетичного дослідження вони були переведені до відновленого роду Arizelocichla.

## Види
Виділяють дванадцять видів:
- Бюльбюль камерунський (Arizelocichla montana)
- Бюльбюль сизоголовий (Arizelocichla tephrolaema)
- Бюльбюль жовтий (Arizelocichla kakamegae)[8]
- Бюльбюль лісовий (Arizelocichla masukuensis)
- Бюльбюль улугуруйський (Arizelocichla neumanni)[9]
- Бюльбюль чорнобровий (Arizelocichla fusciceps)[10]
- Бюльбюль танзанійський (Arizelocichla chlorigula)[11]
- Бюльбюль угандійський (Arizelocichla kikuyuensis)[12]
- Бюльбюль темнолобий (Arizelocichla nigriceps)
- Бюльбюль малавійський (Arizelocichla olivaceiceps)[13]
- Бюльбюль масковий (Arizelocichla striifacies)[14]
- Бюльбюль смугастощокий (Arizelocichla milanjensis)

## Етимологія
Наукова назва роду Arizelocichla  походить від сполучення слів дав.-гр. αριζηλος — виразний, той, хто кидається в очі і κιχλη — дрізд.